# Анагаксик
Анагаксик (англ. Anagaksik, алеут. Anagaxsax) — небольшой остров в составе группы Андреяновских островов, которые в свою очередь входят в состав Алеутских островов. В административном отношении относится к зоне переписи населения Западные Алеутские острова, штат Аляска, США.
Расположен в 6,4 км к востоку от острова Умак. Составляет примерно 1,6 км в длину. Самая высокая точка — 149 м над уровнем моря. Отмечен на карте Тебенькова 1852 года под современным названием.